# 茉樹代等毆打計程車司機事件
25°2′22.2″N 121°33′41.48″E / 25.039500°N 121.5615222°E
茉樹代等毆打計程車司機事件是2012年2月2日晚間發生於台灣台北市的一起社會治安事件，台灣媒體多簡稱為「Ma案」。起因日臺混血女藝人川島茉樹代（藝名Makiyo）與其美國出生、居於日本本土的琉球族男友友寄隆輝因口角磨擦，聯手毆打計程車司機林余駿至重傷，事後不顧而去。Makiyo於犯後翌日召開記者會解釋，內容與現場錄像顯示不符，引發一連串大眾社群平台上的撻伐。友寄與Makiyo經臺北地檢署依重傷害罪起訴，檢方對友寄求刑6年，對Makiyo求刑4年。3月15日，雙方以新臺幣300萬元於民事方面達成和解。全案於4月26日上午10時一審宣判，友寄隆輝被判1年，緩刑4年；Makiyo被判刑10個月，緩刑3年。檢方不服一審變更起訴法條，於5月10日提起上訴，二審於2012年8月1日上午宣判，維持原判。

## 事件經過

### 案發當晚
2012年2月2日晚上11時許，Makiyo、友寄、丫子（本名曾瓊慧）和湘瑩（本名王湘瑩）前往臺北市寒舍艾美酒店過夜，途中在忠孝東路捷運國父紀念館站出口搭乘林余駿的計程車。因林余駿規勸後座3人繫安全帶且拒絕開快車，而要求4人下車。4人在逸仙路下車，湘瑩拿出新臺幣100元，打算付車資，Makiyo認為才開一小段不用付錢，叫湘瑩把錢收起來，司機因此和Makiyo發生口角衝突，Makiyo指控司機推了她的肩膀。下車後，Makiyo猛踢車門，友寄開始痛毆計程車司機。林余駿打手機報警，但被友寄搶走手機再毆打倒地，頭部被Makiyo猛踹，她邊踹邊罵：「不要跑！揍他！過來啊！」，然後4人攔另一輛洪姓司機的計程車離去。4人前往酒店，並用Makiyo的漢字本名「川島茉樹代」登記一晚要價新臺幣13,000元的一間房間。整個毆打過程被楊姓計程車司機目擊，並以行車紀錄器拍下影像。楊姓司機不僅立刻報警，還開車追到酒店，讓行車紀錄器的畫面完整呈現。此外，他也將林余駿送醫。當時載4人離開的洪姓計程車司機回憶，4人上車後神色輕鬆，有說有笑，不如他們事後所言醉到不省人事。另有一說是上車後無太多談話，只有簡單說出目的地和幾句日文交談。
林姓司機由119協助於11時33分送到北醫醫院急診室。當時司機主述被毆打且頭部劇烈疼痛，疼痛部位集中在前額、耳後、二耳附近、臉部及左側胸還有瘀傷，經檢傷為2級重症，屬潛在性危及生命、肢體及器官功能狀況。後續檢查發現，司機顱內出血、左側肋骨骨折及肺部挫傷，評估有危及生命跡象，需要重症加護治療及照護，並轉入外科加護病房。後經數日住院治療後，林姓司機至2月8日晚間才由加護病房轉至普通病房。

### 後續發展過程

#### 司機妻子投訴
2月3日，臺北市警察局信義分局三張犁派出所根據報案人指稱進行訪查，將涉案的友寄帶回所內偵訊，友寄坦承動手打人，並表示3名女性友人沒有動手。訊後警方依中華民國刑法傷害罪嫌移送臺北地檢署偵辦。經檢察官偵訊後諭示以新臺幣5萬元交保候傳，隔日再被限制出境。林姓司機的妻子向媒體投訴此事，成為汽車後座未繫安全帶開罰後第一件司機和乘客發生肢體衝突事件。Makiyo透過經紀人王宇笙回應表示，司機口氣很差，可能是因他們喝酒所以講話太大聲，加上又不了解後座要繫安全帶，所以才決定中途換車。

#### 澄清記者會
2月4日上午，Makiyo和友寄舉行記者會，表示當晚沒經過司機提醒，便自動繫上安全帶。而當晚司機態度很差且不禮貌，友人付帳時她剛好身體往前探視，司機有疑似觸碰到她胸部的行為，才會引發糾紛。司機家屬則反駁，是乘客拒繫安全帶，因而拒載。Makiyo還表示本來有意阻擋友寄並呼叫救護車，不過因驚嚇過度，且遺失手機、包包而作罷。
會後，兩人再委由永然聯合法律事務所律師彭郁欣發佈聲明稿：

針對蘋果日報於2012年2月2日「坐後座拒繫帶 Makiyo友毆爆運將頭」乙則報導，其敘述與事實有所出入，永然聯合法律事務所特代TOMOYORI先生澄清如下：
TOMOYORI先生是MAKIYO來台觀光的日本友人，當日（2月2日）晚間，TOMOYORI先生與MAKIYO一行人於用餐後搭計程車，在司機先生告知後座應繫安全帶後，即將安全帶繫上，並非如報導所言雙方是因為拒絕繫安全帶而發生爭執。因為一行人在車上說話，司機對他們產生不悅進而對他們大聲吼叫，一行人才決定換車。因為一行人與司機先生在車上已經發生口角，所以他們決定換車時，司機先生更加不高興，出手揮打到MAKIYO的胸部，這樣的舉動讓TOMOYORI先生認為應該為女生主持公道，才要求司機先生下車說明。因為二人語言不通，TOMOYORI先生用日文罵，司機先生用中文，才引發肢體衝突。
對於此次事件，TOMOYORI先生也覺得很抱歉，當時確實並無傷人意思，報導中引述司機先生妻子所言，指TOMOYORI先生離去前還以前腳強壓司機先生頸部扭動幾下，並非事實。TOMOYORI先生自己也被司機踢到左腿，也有驗傷證明，但TOMOYORI先生認為如果此事能圓滿和解，並不會對司機提出傷害罪告訴。	

Makiyo當日下午也在臉書發表聲明：

日前我Makiyo和友人搭乘計程車發生衝突，此事件進而造成社會大眾的關注、討論，與媒體、社會資源的浪費，我感到非常的抱歉。由於我並非當事人，所以不便對事發經過多做回應，但對於媒體報導中指出的「未綁安全帶」一事，在這裡我要做出澄清，當晚我們上車時，司機先生有提醒我們後座要繫安全帶，當下我們馬上就繫了，並非如報導所說的那樣，我很確定我們都有繫好安全帶。至於媒體報導的事件經過與細節，我朋友的律師已經幫忙處理，請大家不用擔心。
這次事件造成媽媽、家人、媒體朋友、工作人員們的擔心，我深感抱歉，真的很對不起。再次感謝大家的關心與包容，謝謝大家。  	

重傷的林姓司機家屬4日晚透過縱橫聯合法律事務所所長周武榮律師公開聲明，記者會說法不實，並指友寄和Makiyo等以此脫責混淆視聽，犯罪後態度實屬惡劣。臺北市議員賴素如7日下午陪同司機服務的車行經理召開記者會時，也透露林姓司機的妻子一度被友寄隆輝帶黑道恐嚇，要求盡快和解，因此嚇到不敢開記者會。

#### Makiyo偕母赴醫院探視
2月5日，友寄兩度赴醫院探視遭拒，Makiyo則和母親在下午3時許，前往探視受傷司機。在林姓司機妻子的面前，Makiyo當場道歉，Makiyo母女否認說過司機襲胸的言論，為此在媒體面前向家屬辯駁。Makiyo母親對家屬表示2月4日的聲明稿並不是她們發的，但她們只能認錯，Makiyo則稱自己酒醉，事情已不太清楚。

#### 丫子、湘瑩身份曝光
2月6日，經影片比對後，發現案發當晚和友寄、Makiyo同行的另兩名女性為丫子與湘瑩2名女藝人。檢方當晚發出傳票，傳喚Makiyo、丫子、湘瑩等3人。承辦檢察官以證人身份約談Makiyo，隨後將她改列被告，訊後依毀棄損壞、重傷害等罪嫌，諭令新台幣3萬元交保，並限制出境；丫子、湘瑩訊後則遭請回。訊後3人面對大批媒體，數度鞠躬致歉。
湘瑩是事發後唯一一個不斷打電話、傳簡訊關心司機的人。司機願意原諒湘瑩。司機太太表示，自先生從轉出加護病房，就有說坐在前座的女孩子很無辜，湘瑩聽到此話激動落淚。

#### Makiyo涉案畫面公布
2月8日，一名江姓司機提供的影片經媒體播出，片長約50秒的影片顯示Makiyo在林姓司機倒地後起腳補踹，不顧友寄勸阻而拚命攻擊，Makiyo還換邊補踹一腳，司機在50秒內共被踹了15腳。台北地檢署9日下午赴醫院就訊林姓司機，並以被告身份傳喚Makiyo與友寄。訊後檢方諭令Makiyo、友寄各加保新台幣5萬元，至於以證人身分傳喚的丫子、湘瑩兩人，訊後改列偽證罪被告。湘瑩因改口看到Makiyo有踢人的動作，坦承偽證，檢方諭令3萬元交保；丫子則否認看到Makiyo踢人，諭令5萬元交保。
2月10日，臺北地檢署偵查終結，於晚間召開記者會說明，檢方認定友寄手段凶殘，Makiyo犯後說詞反覆、態度惡劣，將兩人以重傷害罪起訴，友寄具體求刑6年，Makiyo具體求刑4年。湘瑩和丫子涉及偽証罪部分，另行偵結。

### 友寄隆輝等人說詞
| 相關人士 | 說詞 | 其他各方說法 |
| -------- | --- | --- |
| 友寄隆輝 | 因喝醉與司機發生爭吵，加上言語不通造成衝突。承認曾出腳踹踢司機背部但沒有踹頭，也沒用日語辱罵。當天天色非常暗，Makiyo等3人不清楚事情經過。（2月3日） | 同行友人經查有兼通中、日語的Makiyo。委任律師出示司機所戴之鴨舌帽，其上留有鞋印，且有其他證據（楊姓、江姓證人及其行車紀錄器）指出Makiyo同為施暴者。        |
| 友寄隆輝 | 以結婚為前提與Makiyo交往，因不想害Makiyo，由Makiyo經紀公司安排2月4日的記者會與律師信，不知道信中提到要對司機提出傷害罪告訴。（2月10日）             | 經紀人表示沒聽Makiyo說過友寄為男友，一切都是根據Makiyo說法，經紀公司只幫忙聯絡媒體開記者會，現場翻譯為友寄自己所找，聲明稿為友寄的委任律師所擬。          |
| Makiyo   | 有繫上安全帶，司機態度不佳，加上胸部不小心被揮到才是衝突主因。自己並非當事人，本來想要阻擋，因過於驚嚇且遺失手機、包包而作罷。（2月4日）            | 後座乘客不理會繫安全帶的提醒，Makiyo並咆哮催促司機開快一點，4名乘客最後決定下車時，Makiyo阻擋支付車資並在下車後踹車門。Makiyo最終涉嫌參與施暴。           |
| Makiyo   | 因喝醉所以不清楚事發經過。（2月5日） | 載4人至酒店的洪姓司機表示他們身上帶有酒氣，但交談內容未脫序，保持理性。友寄隆輝下榻飯店的電梯監視器畫面顯示，一行人手上拿著宵夜，有說有笑的在電梯裏聊天。 |

## 司法調查結果
2012年2月10日，Makiyo和友寄隆輝二人以重傷害罪遭起訴，並分別具體求刑4年及6年。於臺北地方法院第二次開庭時，被毆運將委任律師當庭提出新臺幣380萬元的和解條件，最後以Makiyo 200萬、友寄隆輝100萬達成和解。檢方也對友寄隆輝的具體求刑改為2年，緩刑5年；對Makiyo求刑1年8個月，緩刑4年。4月26日台北地院一審宣判，法官將兩人以普通傷害罪嫌，判處Makiyo10個月，緩刑3年；友寄隆輝1年，緩刑4年，緩刑期間2人交付保護管束。臺北地檢署不服一審變更起訴法條，於5月10日上訴二審，二審於8月1日宣判，維持原判。至於湘瑩和丫子涉及偽證部分，台北地檢署以兩人犯後均坦承犯行，給予緩起訴處分，期限一年，各須繳付8萬元、12萬元罰鍰。
2012年9月，台北地檢署收到判決書，傳喚兩人須於10月5日向檢方報到。Makiyo由於已獲我國籍，不會遭驅逐出境，但之後未來三年間必須定期向觀護人報到，至於友寄隆輝因國籍為日本籍，恐遭強制遣返。10月5日，友寄隆輝上午前往臺北地檢署第二辦公室向檢察官報到後，遭檢方裁定「驅逐出境」，10年內不得入境台灣，並於當日下午5時30分在2名內政部移民署移民官的陪同下自臺灣桃園國際機場搭機離台返回大阪。

## 衍生案件
另一位目擊案發的江姓司機於2月2日案發當晚將行車紀錄器資料送至臺北市政府警察局松山分局三民派出所，影帶轉交至案發地所屬轄區的信義分局三張犁派出所，該影片至案發第6日（2月8日）經新聞媒體播出後，台北地檢署才獲悉。
信義分局2月9日下午表示是員警將兩個行車記錄器影像檔燒製成光碟，誤認都是報案人楊姓司機提供，因此未在移送書上註明，由於派出所和偵查隊承辦員警的作業流程疏失，導致檢方未收到相關行車紀錄器的影帶，相關人員已自請從嚴處分，包含分局長申誡2次、偵查隊長小過1次、當時案件偵查隊承辦員警小過2次、派出所所長申誡2次、派出所承辦員警小過1次。台北市政府警察局於2月10日通過信義分局建議懲處名單。由於時任台北市長郝龍斌不滿懲處結果，因此追加處分，分局偵查隊長與派出所所長調離現職，改調非主管職務：信義分局偵查隊長蘇哲平，調市警局民防科，三張犁派出所所長楊國昌調北市刑警大隊組員。
但台北地檢署10日表示，信義分局2月3日的移送資料中，只載明有被告接受偵訊的光碟1片，沒有警方所指行車紀錄器影像證據夾在警訊光碟中情事，因此依刑法第165條「湮滅刑事證據罪」分他字案查辦警方責任，由肅貪專組主任檢察官李嘉明指揮偵辦，約談涉案員警說明，查證影帶的外流過程。三張犁派出所長楊國昌因擅將案發畫面交給記者播放，涉嫌洩密罪。檢方給予緩起訴，期限一年，且須繳交三萬元處分金給國庫。松山分局員警葉鴻昇未將蒐證光碟附卷移送檢方，被控湮滅證據罪，檢方認定葉員沒有湮滅證據犯意，亦予簽結。

## 事件迴響

### 網路

#### 主流觀點
事件很快在網路社群與新聞媒體等大眾平臺引起議論。2月8日成立的facebook連署社團，已有超過50萬網友參與，留言內容主要為祝福受害林姓司機早日康復，並要求依法嚴懲兇嫌及要求川島退出演藝圈。另外針對旁觀施暴的一行人，網友也紛成立社團予以譴責。而在微網誌平台新浪微博中，網友也義憤的至川島認證的微網誌 （页面存档备份，存于）中留言批評。中華民國總統馬英九亦促查真相
Makiyo所代言的產品與投資的忍者餐廳也被網友列入抵制的對象，數間代言商家都表示不會再聘請Makiyo。Makiyo因為被起訴，所以3年內將無法取得工作證進入臺灣工作。勞委會職訓局外勞管理組已在2月16日發文廢止她的在台工作證。

#### 其他觀點
知名作家九把刀在事件發生第一時間原持贊成態度，但事後認為事件變成媒體、網友公審，而漸持反感立場，並因被ptt網友強迫表態，憤而痛斥網路鄉民「試圖鬥臭所有公眾人物」、「如果這個人沒有出來幹一下Makiyo就是不正義」，認為此種舉動噁心，並認為此事件已逐漸娛樂化、並不是為了追求正義或是關心受害者，也認為真正想幫助受害者，應是用實際行動去捐款才有意義。部分法界人士也提出相關看法，認為媒體未遵守職業倫理，友寄也可能違反偵查不公開規定，並不可取。

### 媒體報導

#### 主流觀點
不少媒體譴責川島茉樹代（藝名Makiyo）應負起對於全體臺灣人重大的歉意和責任，並要求她退出演藝行業，以免破壞臺灣演藝形象。

#### 其他觀點
在事件延燒多日後，NCC出面批評媒體作為(例如請友寄上政論節目供批判)有逾越尺度之嫌，中華民國電視學會理事長陳剛信也認為「新聞應和收視率切割」，並認為「Ma案有是非對錯部分，該撻伐的要撻伐，但不應該24小時轟炸，形同強迫收看。」。資深媒體人唐湘龍亦反對此種「公審」心態，認為「許多時候，媒體和公眾知識份子，譁眾取寵，搧風點火，自己就是禍首。」。

### 台灣計程車業者
2012年起“前後座皆要繫安全帶”，違規者2月1日起依法取締開罰。事件發生後，一則台灣計程車業者對乘客勸導的標語：“後座請繫安全帶，不繫就算了，但請不要毆打司機”，被稱為“Makiyo條款”

### 負面評價
- 普遍民意認為川島茉樹代奉行放浪形骸的享樂形象其無辜受害的值勤司機林氏感到義憤填膺。主兇嫌友寄隆輝施暴方式兇殘、泯滅人性「非要置人於死地不可」、川島茉樹代聯合加害施暴、其他同行者見死不救，終使廣泛網友大加撻伐，也使此事件一度升高為國際事件，反日情結等隱因一同被引燃。[100]

- 臺灣媒體全力譴責川島茉樹代應負起對於台灣全體民眾重大的歉意和責任，演藝圈內要求川島茉樹代退出娛樂工業，以免破壞臺灣演藝形象[91][92][93][94]。

## 事件後續
Makiyo、丫子、湘瑩三位女藝人都因此案暫停工作。其中Makiyo因勞委會於2012年2月廢止其在台灣的工作證而提出訴願，最後遭到駁回，但在同年6月取得中華民國國籍。2012年10月，丫子率先復出。Makiyo和湘瑩二人則是在2013年1月陸續復工。
2016年被網友稱為「艾比女神」的網路名人－林于萱和其友人喝醉酒搭計程車回去，因林于萱少付5元，司機不收錢，但林于萱卻突然暴怒拿高跟鞋打傷張姓司機，造成其頭部受到傷害，此事經媒體報導，讓不少人聯想起MA案。

## 外部連結
- 網友諷Makiyo　手太長碰胸還是胸太大頂到手？ （页面存档备份，存于）